# Pascale Rocard
 (mai 2017).
Si vous disposez d'ouvrages ou d'articles de référence ou si vous connaissez des sites web de qualité traitant du thème abordé ici, merci de compléter l'article en donnant les références utiles à sa vérifiabilité et en les liant à la section « Notes et références ».
Pour les articles homonymes, voir Rocard.
Pascale Rocard, née le 29 août 1960 à Boulogne-Billancourt, est une comédienne franco-suisse.

## Biographie
Elle passe son enfance à Paris et Bougival. Elle entre au conservatoire de théâtre de Louveciennes en 1973 et participe pendant cinq ans à des spectacles (entre autres La Marmite de Plaute, Du vent dans les branches de sassafras de René de Obaldia...). Elle écrit et monte une pièce en 1978, Colin & Archibald et remporte des prix au théâtre Montansier à Versailles.
Elle commence une carrière cinématographique en 1978. Elle joue en Allemagne, en Italie, à Ny, à Saint-Pétersbourg, en Roumanie et en Suisse dans des rôles secondaires. Elle est lectrice experte pour le CNC en 1987 et 1988 et pour le Cinéforom romand du cinéma suisse.
Pascale Rocard dirige une société de production de films de fiction et documentaires, Espace Production, et la compagnie de théâtre « Entre vous et Moi » avec laquelle elle a monté trois créations : Les îles flottantes qu'elle a écrit et joué, Voyage d'Eugénie d'Alboran avec Anne-Lise Fritsch et qu'elle a mis en scène, et Inventaires de Philippe Myniana avec la compagnie De l'Une à l'autre.

### Vie privée
Pascale Rocard est la petite-cousine de l'homme politique Michel Rocard. Elle a été la compagne de l'artiste Yves Simon. Le 25 août 1995, à Bagnes en Valais, elle épouse le réalisateur Pierre-Antoine Hiroz. Le couple a deux enfants.

## Filmographie

### Cinéma
- 1979 : L'Esprit de famille, de Jean-Pierre Blanc
- 1979 : La Frisée aux lardons d'Alain Jaspard
- 1980 : Les Turlupins, de Bernard Revon
- 1982 : Ma femme s'appelle reviens, de Patrice Leconte
- 1983 : L'Indic, de Serge Leroy
- 1984 : Paris vu par... 20 ans après - segment Canal Saint-Martin de Philippe Venault
- 1985 : Police, de Maurice Pialat
- 1987 : Champ d'honneur, de Jean-Pierre Denis
- 1988 : Encore, de Paul Vecchiali
- 1993 : Pas d'amour sans amour, d'Évelyne Dress
- 2004 : Rabbit fever, de Steve Raphael
- 2009 : Kitch Panorama, de Gilles Monat

### Télévision
- 1980 : Les Héritiers - épisodes : Les dames du lac de Bruno Gantillon : Laurence Delage
- 1980 : Un jour sombre dans la vie de Marine de Josiane Serror
- 1981 : Sans un mot de Gérard Poitou
- 1981 : Paris-Saint-Lazare (série 6 × 90 min) de Marco Pico
- 1982 : Cinéma 16 - épisode : La Dame de cœur de Jean Sagols : Marthe
- 1983 : Croquignole de Jean Brard
- 1984 : La Dictée de Jean-Pierre Marchand (série télévisée 6 × 60 min), deux rôles dans le même film, nommée aux 7 d'Or comme "meilleure actrice"
- 1988 : Le Vent des moissons TF1 (série télévisée 7 × 90 min) de Jean Sagols
- 1988 : Les Enquêtes du commissaire Maigret, épisode : La Vieille Dame de Bayeux, de Philippe Laïk
- 1989 : Condorcet de Michel Soutter série 2 × 90 min : 7 d'Or de la meilleure série
- 1993 : Le Château des Oliviers France 2 de Nicolas Gessner (série télévisée 8 × 90 min)
- 1994 : La Couleur du mensonge de Hugues De Laugardière Prix de la meilleure actrice au festival du film de Femmes de Marseille
- 1995 : Le Combat des reines, France 3, de Pierre-Antoine Hiroz, (téléfilm) : trois prix d'interprétations dans plusieurs festivals. (Festival "Tout Ecran" , festival d'Autrans, prix d'interprétation féminine au festival d'Avilé en Espagne, mention spéciale pour Pascale Rocard au festival des 7 Laux)
- 1995 : Lettre ouverte à Lili de Jean-Luc Trotignon
- 1996 : L'Instit, épisode 4-02, Le Réveil, de Pierre Koralnik : Corinne
- 1996: Crime à l'altimètre de José Giovanni
- 1997 : L'Enfant et les Loups de Pierre-Antoine Hiroz
- 1999 : Sauvetage sur France 2 (série 13 × 52 min), dont Pascale Rocard a écrit la bible.
- 2004 : Équipe médicale d'urgence France 2
- 2006 : La Grande Peur dans la montagne de Claudio Tonetti
- 2007 : Voltaire et l'Affaire Calas de Francis Reusser : Marie Calas
- 2009 : La Marquise des ombres d'Édouard Niermans

### Réalisation
- 2002 : Un océan de blé
- 2007 : La Petite Fille et la Mort

## Théâtre
- 2016 : Le Voyage d'Eugénie d'Alboran
- 2017 : Chromosome plus, de et avec Pascale Rocard
- 2017 : Inventaires, de P. Minyana, jeu & mise en scène de Pascale Rocard, B.Lafond et D. Chevauché

## Publication
- 2000 : Le Rêve du grain de sable, Édition no 1.